# Simple File Verification
Simple File Verification (kurz SFV, engl., „Einfache Dateiverifikation“) ist ein Verfahren zur Überprüfung der Integrität von Dateien mittels CRC32-Prüfsummen. Die übliche Dateiendung für SFV-Dateien ist .sfv.

## Funktionsweise
SFV-Dateien enthalten die Namen der überprüften Dateien sowie die zugehörigen Prüfsummen. Mit Hilfe eines „SFV-Validators“ werden die CRC32-Prüfsummen der vorliegenden Dateien berechnet und mit denen der SFV-Datei abgeglichen. So kann festgestellt werden, ob beispielsweise während eines Dateitransfers Fehler auftraten. Stimmen die Prüfsummen nicht überein, wird die entsprechende Datei als korrupt deklariert.
Die häufigste Verwendung des SFV-Formats ist im Zusammenhang mit FTP festzustellen, da dort die Anfälligkeit für korrupte Dateien durch vorzeitig abgebrochene Dateitransfers, sowie durch versehentliche Transfers von Binärdateien im Textmodus, hoch ist.

## Aufbau
SFV-Dateien bestehen zeilenweise aus dem Dateinamen, gefolgt von der CRC32-Prüfsumme. Zeilen, die mit einem Semikolon beginnen, werden als Kommentar betrachtet. Im Folgenden ist ein Beispiel einer SFV-Datei dargestellt:
```
; Generated by WIN-SFV32 v1.1a (QuickSFV v2.32 Compatibility Mode) on 2007-07-17 at 21:25:39
; 
http://www.QuickSFV.org

;
;     15874568  00:00.01 2007-07-18 01-audioglider_-_crystalline.mp3
;     16813047  00:00.01 2007-07-18 02-audioglider_-_lens_flare_sky.mp3
01-audioglider_-_crystalline.mp3 A5BE6EB3
02-audioglider_-_lens_flare_sky.mp3 4D3C5BD4
```